# Arc de pas al camí de la Circumvalació
L'Arc de pas al camí de la Circumvalació és una obra de Riudovelles, al municipi de Tàrrega (Urgell), inclosa a l'Inventari del Patrimoni Arquitectònic de Catalunya. És un arc de pas situat entre una casa i un corral, els quals es comuniquen entre si. Per sota d'aquest arc neix i passa un camí rural de circumval·lació del poble de Riudovelles.

## Descripció
És una arcada de mig punt, lleugerament rebaixada. Està formada per petites totxanes, unides entre si, fins a formar una autèntica arcada d'amplada considerable. Per sobre d'aquesta es forma un mur de pedra, lleugerament arrebossat, de poca alçada, i de la mateixa amplada que l'arcada, el qual comunica una paret amb l'altra.
Aquest pas està cobert per una teuleria àrab, lleugerament inclinada, per desviar l'aigua de la pluja. Potser, anteriorment, havia comunicat una estança amb l'altra mitjançant un passadís interior.